# Марано сул Панаро
Марано сул Панаро (итал. Marano sul Panaro) је насеље у Италији у округу Модена, региону Емилија-Ромања.
Према процени из 2011. у насељу је живело 3301 становника. Насеље се налази на надморској висини од 135 м.

## Становништво
Према резултатима пописа становништва 2011. у општини је живело 4.787 становника.
| 1951. | 1961. | 1971. | 1981. | 1991. | 2001. | 2011. |
| ----- | ----- | ----- | ----- | ----- | ----- | ----- |
| 4.596 | 4.031 | 3.427 | 3.306 | 3.272 | 3.750 | 4.787 |